# Volvo B59
Le Volvo B59 est un châssis d'autobus construit par Volvo.

## Histoire
Il est remplacé par le châssis Volvo B10R.

## Caractéristiques

### Caractéristiques générales
Le châssis est décliné en plusieurs empatement correspondant aux deux derniers chiffres du châssis :
- B59-55 pour un empattement de 5 500 mm ;
- B59-56 pour un empattement de 5 600 mm ;
- B59-59 pour un empattement de 5 900 mm.

### Motorisation
- diesel Volvo TDH 100 horizontal longitudinal au centre dans le porte-à-faux arrière associé à une boite de vitesses automatique.

## Production
| Illustration | Réseau - Compagnie | Châssis | Carrosserie | Nombre | Numéros | Livraison |
| ------------ | ------------------ | ------- | ----------- | ------ | ------- | --------- |
|              | Liège - STIL       | B59-55  | Jonckheere  | 70     | 521-590 | 1974      |
|              | Liège - STIL       | B59-55  | Jonckheere  | 70     | 591-660 | 1976      |